# Gryllus fultoni
Gryllus fultoni är en insektsart som först beskrevs av Alexander, R.D. 1957.  Gryllus fultoni ingår i släktet Gryllus och familjen syrsor. Inga underarter finns listade i Catalogue of Life.